# بنزین (فیلم)
بنزین (ایتالیایی: Benzina) فیلمی ایتالیایی در سبک جنایی و مهیج است که در سال ۲۰۰۱ منتشر شد.